# Дуже великий фільм
«Дуже великий фільм» (араб. فيلم كتير كبير, Film Kteer Kbeer) — лівансько-катарський комедійний фільм, знятий Мір-Жаном Бу Шаая. Світова прем'єра стрічки відбулась 11 вересня 2015 року на міжнародному кінофестивалі в Торонто. Фільм розповідає про трьох братів, які виявляються втягнутими в кримінальний світ.
Фільм був висунутий Ліваном на премію «Оскар» за найкращий фільм іноземною мовою.

## У ролях
- Ален Саадех — Зіад Хаддад
- Віссам Фарес — Джад Хаддад
- Тарек Якуб — Джо Хаддад

## Визнання
| Нагороди та номінації фільму «Дуже великий фільм» | Нагороди та номінації фільму «Дуже великий фільм» | Нагороди та номінації фільму «Дуже великий фільм» | Нагороди та номінації фільму «Дуже великий фільм» | Нагороди та номінації фільму «Дуже великий фільм» | Нагороди та номінації фільму «Дуже великий фільм» |
| Рік                                               | Кінопремія / Кінофестиваль                        | Категорія / Нагорода                              | Номінант                                          | Результат                                         |                                                   |
| ------------------------------------------------- | ------------------------------------------------- | ------------------------------------------------- | ------------------------------------------------- | ------------------------------------------------- | ------------------------------------------------- |
| 2015                                              | Лондонський міжнародний кінофестиваль             | Найкращий фільм                                   | «Дуже великий фільм»                              | Номінація                                         |                                                   |
| 2015                                              | Марракешський міжнародний кінофестиваль           | «Золота зірка» за найкращий фільм                 | «Дуже великий фільм»                              | Перемога                                          |                                                   |
| 2016                                              | Одеський міжнародний кінофестиваль                | Найкращий фільм                                   | «Дуже великий фільм»                              | Номінація                                         |                                                   |